# Chaugachha
Chaugachha är ett underdistrikt i Bangladesh. Det ligger i den sydvästra delen av landet, 150 km väster om huvudstaden Dhaka.
Trakten runt Chaugachha består till största delen av jordbruksmark. Runt Chaugachha är det tätbefolkat, med 982 invånare per kvadratkilometer.